# Лайденски университет
Лайденският университет (на нидерландски: Universiteit Leiden) е обществен университет в Лайден, Нидерландия. Основан е през 1575 година. Университетът е най-старият в Нидерландия и един от най-старите действащи в света. Той е член на Coimbra group, Europaeum и Лигата на европейските изследователски университети, организации включващи най-престижните и добри университети в Европа. С една от най-големите колекции в Европа, библиотеката на Лайден е един от най-мощните гравитационни центрове на знанието от 16 век насам. Историята гласи, че след защитата на Лайден и извоюването на независимост от краля на Испания и Папата, Вилхелм Орански се допитал до съгражданите си дали да намали таксите за следващите десет години или да се построи университет. В резултат на взетото решение Лайденският университет става първият в Нидерландия.

## Галерия
- Лайденски университет
- Библиотека на Лайденския университет
- „Академигебоув“, най-старата сграда на Лайденския университет
- „Гравенщеен“
- Обсерватория на Лайденския университет
- Медицински център на Лайденския университет, Изследователска сграда
- Медицински център на Лайденския университет, Образователна сграда
- Кралски нидерландски институт за югоизточноазиатски и карибски изследвания в Лайден
- Училище по право „Камерлинг“

## Възпитаници
- Хуго Гроций (1583 – 1645), юрист
- Андреас Грифиус (1616 – 1664), поет и драматург
- Кристиан Хюйгенс (1629 – 1695), физик, астроном и математик, създател на вълновата теория на светлината
- Пол-Анри Дитрих Холбах (1723 – 1789), писател, учен и философ-материалист
- Николай Озерецковски (1750 – 1827), естественик и пътешественик
- Хуго де Фриз (1848 – 1935), ботаник
- Мартинус Бейеринк (1851 – 1931), микробиолог и ботаник
- Роберт ван Хюлик (1910 – 1967), китаист, дипломат и писател
- Пол Верховен (р. 1938), режисьор, сценарист и филмов продуцент
- Яп де Хоп Схефер (р. 1948), дипломат и 11-и генерален секретар на НАТО
- Армин ван Бюрен (р. 1976), музикант, транс DJ

## Преподаватели
- Хендрик Лоренц (1853 – 1928), физик, изследвал електромагнитното излъчване и работил върху математическото му описание, носител на Нобелова награда за физика (1902)
- Вилем Ейнтховен (1860 – 1927), лекар и физиолог, носител на Нобелова награда за физиология или медицина (1924)
- Йохан Хьойзинха (1872 – 1945), нидерландски филолог, историк и културолог.
- Алберт Айнщайн (1879 – 1955), физик, мислител, писател.